# José Vitorino de Pina Martins
José Vitorino de Pina Martins (Penalva de Alva, 18 de janeiro de 1920 — Lisboa, 28 de abril de 2010) foi um filólogo e investigador português, estudioso da cultura portuguesa e europeia do Renascimento, autor de mais de duas centenas de estudos históricos e bibliográficos em português, francês, italiano e inglês, publicados desde 1960. Cultivou também a ficção e o memorialismo.

## Vida
Nasceu em Penalva de Alva, concelho de Oliveira do Hospital, distrito de Coimbra, Portugal, filho de António Vitorino de Abrantes Martins e de Maria Olímpia Faria de Pina. Frequentou o Colégio de Brás Garcia Mascarenhas, em Oliveira do Hospital.
Em 1947 licenciou-se em Filologia Românica pela Faculdade de Letras da Universidade de Coimbra com uma tese intitulada "Miséria e Grandeza do Homem em Les pensées de Blaise Pascal". De 1948 a 1955 foi leitor de Língua e Literatura Portuguesa na Universidade de Roma La Sapienza (Itália), tendo nessa ocasião frequentado o curso de Storia del Libro da Escola Biblioteconómica do Vaticano, onde seguiu as lições de Lamberto Donati sobre o livro ilustrado do Renascimento. Na Universidade de Bolonha frequentou os cursos de história da literatura italiana orientados por Carlo Calcaterra. Em 1955 foi transferido para o leitorado de português da Universidade de Poitiers, em França, onde trabalhou com Raymond Cantel, estudioso do pensamento profético e messiânico do Padre Antônio Vieira. Em 1957 inscreveu na Universidade de Paris III (Sorbonne Nouvelle) as suas teses de doutoramento, nas quais trabalharia sob orientação de Léon Bourdon e Robert Ricard. Em 1961 foi convidado para assistente da Faculdade de Letras da Universidade de Lisboa onde regeu as cadeiras de História da Cultura Moderna (1962), de História da Cultura Clássica (1962-1963), de História da Literatura Portuguesa II (1963-1964) e de Literatura Italiana (1963-1972).
Em 1972 dirigiu a Exposição Nacional sobre Os Lusíadas na Biblioteca Nacional, em Lisboa, para a qual redigiu em co-autoria o respetivo catálogo. Foi Diretor do Centro Cultural Português da Fundação Calouste Gulbenkian, em Paris, de 1972 a 1983, tendo, nessa qualidade, publicado mais de uma centena de edições e promovido a realização de numerosas conferências, colóquios, mesas redondas, recitais e concertos. Em cooperação com a Universidade de Paris VIII instituiu cursos de Língua e Cultura Portuguesas no CCP-FCG, que em 1983 chegaram a ser frequentados por 178 alunos. Em 1974 fez parte da Comissão Nacional que celebrou o V Centenário do Nascimento de Gil Vicente.
Em 19 de Dezembro de 1974 defendeu as suas teses de Doctorat d'État na Universidade de Paris III (Sorbonne Nouvelle), perante um júri presidido por Marcel Bataillon do Collège de France, tendo alcançado a mais alta classificação. Em 1975 organizou, em Roma, sob a égide da Accademia Nazionale dei Lincei, do Instituto de Alta Cultura e da Fundação Calouste Gulbenkian a mostra bibliográfica sobre Camões e il Rinascimento Italiano para a qual redigiu igualmente o respetivo catálogo, prefaciado por Luciana Stegagno Picchio, da Universidade de Roma La Sapienza e por ele mesmo.
De 1974 a 1983 fundou e dirigiu com Jean Aubin o Centre de Recherches sur le Portugal de La Renaissance na École pratique des hautes études (IVe section - Etudes historiques et philologiques), onde ensinou durante nove anos, dirigindo a cadeira de Civilização Portuguesa como chargé de conférences. Tendo regressado a Portugal em 1983, foi então convidado a ocupar o lugar de professor catedrático da Faculdade de Letras da Universidade de Lisboa e de diretor do Serviço de Educação da Fundação Calouste Gulbenkian. Em 1990 passou a professor catedrático jubilado da Universidade de Lisboa. Pertenceu à Academia das Ciências de Lisboa, tendo sido várias vezes eleito para exercer os cargos de Presidente e Vice-Presidente da sua Classe de Letras, e de Presidente e Vice-Presidente da própria Academia.
Orientou vários seminários e conferências públicas e apresentou comunicações em numerosos congressos em Universidades da Europa e da América e em encontros internacionais que tiveram lugar em Portugal, Espanha, França, Inglaterra, Itália, Alemanha, Bélgica, Holanda, Suíça, Polônia, Hungria, Canadá, EUA, México e Brasil.
Como ficcionista escreveu em 2005 Utopia III (Lisboa: Verbo), uma criativa sequela da obra homônima de Tomás Morus, e como memorialista publicou em 2007 as Histórias de Livros para a História do Livro, (Lisboa: Gulbenkian).
Faleceu em Lisboa no dia 28 de Abril de 2010, vítima de doença prolongada.

## Prémios
- Em 1963 o governo italiano concedeu-lhe a medalha cultural de ouro pelos seus estudos sobre Giovanni Pico della Mirandola.

- A 4 de maio de 1983, foi agraciado com o grau de Comendador da Ordem Militar de Sant'Iago da Espada.[1]

- Em 1985 foi eleito Sócio Efetivo da Academia das Ciências de Lisboa, Portugal.

- Em 1991 foi nomeado Doutor Honoris causa em Ciências Históricas pela Universidade de Lisboa, Portugal.

- A 10 de junho de 1992, foi agraciado com o grau de Grande-Oficial da Ordem Militar de Sant'Iago da Espada.[1]

- A 18 de janeiro de 2006, foi agraciado com o grau de Grã-Cruz da Ordem Militar de Sant'Iago da Espada.[1]

- Em 2008 recebeu o Prémio Pedro Hispano, inaugurado nesse ano pela Academia Pedro Hispano, Figueira da Foz, Portugal.

Foi sócio correspondente da Academia Brasileira de Letras, sócio estrangeiro da Accademia Nazionale dei Lincei de Roma, assim como sócio emérito da Accademia Europaea de Londres.

## Realizações
Em 1965 identificou o Tratado de Confissom (Chaves, 8 de Agosto de 1489) como o primeiro livro impresso em língua portuguesa até hoje conhecido, publicando esta obra em 1973 na Imprensa Nacional de Lisboa como primeiro volume dos Portugaliae Monumenta Typographica. Esta edição constituiria uma das teses do seu doutoramento, sendo arguida por Eugenio Asensio e Robert Ricard.  

## Obras Principais
- Ensaio sobre o Parnasianismo Brasileiro, Coimbra Ed., Coimbra, 1945.
- Reflexões críticas sobre Eça de Queirós, Casa do Castelo, 1947.
- Cultura italiana, Verbo, Lisboa, 1971.
- Humanismo e Erasmismo na cultura portuguesa do século XVI, Centro Cultural Português da Fundação Calouste Gulbenkian, Paris, 1973.
- Tratado de Confissom, Imprensa Nacional, Lisboa, 1973.
- Cultura portuguesa, Verbo, Lisboa, 1974.
- O "Tratado de Confissom" e os Problemas do Livro Português no século XV, ed. do Autor, Lisboa, 1974.
- Os Lusíadas, 1572-1972, Comissão Executiva do IV Centenário da Publicação de "Os Lusíadas", Lisboa, 1975.
- Jean Pic de La Mirandole, Presses Universitaires de France, Paris, 1976.
- Au Portugal dans le sillage d'Erasme, Centro Cultural Português da Fundação Calouste Gulbenkian, Paris, 1977.
- Mostra Bibliográfica Comemorativa do Quinto Centenário do Tratado de Confissom (Chaves, 8 de Agosto de 1489), Câmara Municipal de Chaves, Chaves, 1989.
- Humanisme et Renaissance de l'Italie au Portugal, 2 vols., Gulbenkian, Lisboa, 1989.
- Mostra Bibliográfica Comemorativa de Giovanni Pico della Mirandola, 1463-1494, em co-autoria, Biblioteca Nacional de Lisboa, Lisboa, 1994.
- Erasme à l'origine de l'humanisme en Allemagne, Westdeutscher Verlag, Opladen, 1997.

## Artigos Relacionados
- Renascimento
- Humanismo
- Bibliofilia
- Tratado de Confissom
- Sá de Miranda
- Giovanni Pico della Mirandola
- Erasmo de Roterdão
- Tomás Morus
- Luís de Camões